# Sylar
Gabriel Sylar anteriorment conegut com a Gabriel Gray és un personatge fictici i és el principal antagonista de la sèrie dramàtica de la NBC Herois, interpretat per Zachary Quinto. És un assassí en sèrie superhumà l'objectiu del qual es limita a eliminar a altres superhumans per a obtindre els seus poders.

## Història
En Gabriel Gray era un rellotger neoiorquí amb molt talent que atenia el negoci familiar dels seus pares. Sempre es va sentir miserable perquè mai va poder ser qui volia. Per alguna raó no donada a conèixer a la sèrie, en Gabriel sentia que era d'una certa manera "especial" i aquest sentiment es confirma quan Chandra Suresh, un genetista indi que es dedicava a provar l'existència dels superhumans, li fa una visita al seu local amb la hipòtesi que potser és un superhumà. En escoltar aquesta notícia, en Gabriel se n'alegra i deixa que el genetista li faci una sèrie de proves per a determinar quina habilitat tenia. Però per desgràcia del rellotger, les anàlisis de Chandra no demostren res, pel que aquest arriba a la conclusió que potser no es troba davant d'una persona amb habilitats. Desil·lusionat, el genetista decideix buscar al següent superhumà de la seva llista: Brian Davis, un individu amb poders telequinètics.
En Gabriel es desespera totalment quan en Chandra li diu que en realitat no tenia poders i entra en contacte amb en Brian Davis, el qual se sentia atemorit pel poder que tenia. En arribar en Brian a la rellotgeria, En Gabriel es dona a conèixer amb el nom de la marca del seu rellotge (Sylar), i es compromet a "arreglar" el seu problema.
En Sylar, al considerar que el poder, com deia en Chandra Suresh, es trobava en el cervell, mata brutalment a en Brian i li roba la part del cervell que controlava el poder telequinètic. Amb ell i d'alguna manera que no es mostra a la sèrie, adquireix el poder i després li ensenya a en Chandra, controlant-lo amb una gran destresa. En veure això, en Chandra Suresh cataloga a en Sylar com a Pacient Zero (0) i continua la seva anàlisi amb ell.
Tant l'adquisició del poder telequinètic com el seu gran domini sobre aquest radiquen en el poder original d'en Sylar: "saber com funcionen les coses". Un poder tan sutil que va passar desapercebut al professor Chandra Suresh al fer-li les proves.

## Poders
Sembla que ell no tenia poders des d'un principi i per això en Chandra Suresh al principi va dubtar que tingués habilitats. Més tard, en Sylar contacta amb en Brian Davis, que és una persona amb l'habilitat de la telequinesi, i ell, d'alguna manera, li roba aquest poder en assassinar-lo i agafant alguna part del cervell d'en Brian, dient que "estava espatllat i ho arreglaria".
D'aquesta manera, aconsegueix l'habilitat de la telequinesi. Com se sap més endavant, ell només busca a gent especial per poder robar les seves habilitats. Així és que quan es comença a buscar a en Sylar, aquest ja té diverses habilitats com la de la congelació. És important destacar que en l'episodi "No miris enrere", en l'escena de l'assassinat on en Matt Parkman descobreix el seu poder d'escoltar els pensaments dels altres, una de les víctimes estava congelada i, quan el policia l'intenta atrapar disparant-li, no li passa res i desapareix misteriosament.
Sylar és l'antagonista d'en Peter Petrelli, ja que els dos són capaços d'utilitzar els poders que "agafen" dels altres. Encara no s'ha mostrat res sobre com en Sylar agafa els poders, però la hipòtesi més clara és que té el poder de "saber com funcionen les coses" i és capaç d'aprender a utilitzar els poders dels altres. En una conferència de premsa que va donar en Tim Kring (creador de la sèrie), va assenyalar que en Sylar menja cerevells, pel que es podria dir que en Sylar agafa la part del cervell on hi ha el poder i se la menja.

## Assassinats
És possible que ell estigui assassinant a les altres persones amb habilitats, per absorbir les seves habilitats i així ser l'únic amb poders en el món, o el més poderós.
La forma característica d'en Sylar per executar els seus assassinats és fent telequinèticament una incisió al front de les seves víctimes, per deixar d'aquesta manera el seu cervell al descobert.
Les víctimes d'en Sylar, i de les que n'ha obtingut els poders, han sigut:
- Brian Davis: Telequinètic. Assassinat per en Sylar, després de ser colpejat fortament al cap amb un vidre.
- Charlie: Tenia l'habilitat d'aprendre molt ràpidament totes les coses i una supermemòria. Assassinada mentre obria una llauna a la bodega del Burn Toast Diner, però no l'arriba a matar, en Hiro la salva, mor d'un cuagul. A la quarta entrega la salva del tot.

- Chandra Suresh: Genetista. Assassinat en el seu taxi, colepajant el seu cap contra el vidre de la porta fins a trencar-li el crani.
- Jackie Wilcox: Estudiant. En Sylar va utilitzar els seus poders telequinètics per obrirli el crani. Poc després s'adona que comet un error, ja que ella no tenia poders.
- Eden MCain: Poder de persuasió. Intenta matar a en Sylar amb el seu poder, disparant-li amb una pistola, però no pot. Per evitar que en Sylar obtingui el seu poder, es dispara al cap ella mateixa.
- Zane Taylor: Pot liquar objectes. Deixa passar a en Sylar a casa seva, creient que és en Mohinder Suresh.
- Sarah O'Brien: Super-audició. La mata al seu garatge.
- Ted Sprague: Pot manipular la radiació. Li obre el crani després de fer volcar el cotxe de policia on anava detengut en Ted.
- Isaac Méndez: Artista que pot pintar el futur. Mitjançant la telequinesi el clava al terra del seu taller d'art, i després li obre el crani.
- Virginia Gray: Mare d'en Sylar. Li clava unes tisores al pit mentre intentava ferir a en Sylar.

Altres possibles assassinats.
Segons el capítol "Cinc anys perduts", en Sylar té altres capacitats que no tenia abans, això vol dir que mata als següents personatges:
- Candice: És l'ajudant d'en Linderman i pot crear il·lusions normalment per a canviar d'aparença.
- Nathan Petrelli: És el President dels Estats Units i té la capacitat de volar.
- Claire Bennet: És assassinada després que en Matt la hi porti en persona, amb això en Sylar obté el poder que sempre havia volgut: ser indestructible.
- D.L. Hawkins: És el marit de la Nikki i que probablement va morir a causa de l'explosió. En Sylar pot haver buscat el seu cos i després robar-li la part necessària del seu cervell, però no el mata en sylar va ser Nikki a la segona entrega.

## Sylar en problemes
En tota la sèrie només hi ha tres superhumans capaços d'enfrontar-se a en Sylar. Un és en Peter Petrelli el qual pot copiar les habilitats d'altres herois, l'Haitiá el qual té l'habilitat d'esborrar la memòria i desactivar els poders superhumans dels seus enemics i en Hiro Nakamura qui pot parar el temps.

## ¿La fi d'en Sylar?
En l'últim episodi de la 1a temporada, en Sylar és atacat per en Hiro amb una espasa, fent que aquest caigui a terra molt malferit, no sense emprar abans la telequinesi per a llençar en Hiro contra un edifici proper. En el moment que es torna a veure en Sylar, en els seus ulls es poden veure totes les persones que ha assassinat, i al final, ell mateix mort a terra.
Al final de l'episodi es mostra un toll de sang a terra i un rastre que es dirigeix cap a una claveguera de la ciutat. Indicant que encara es viu i que possiblement aparegui a la 2a temporada.

## Curiositats
Quan en Sylar ataca a alguna persona amb habilitats especials, es pot escoltar la majoria de vegades el tic-tac d'un rellotge, com a record del seu passat com a rellotger.